# غوفر حفار
غوفر حفار (الاسم العلمي:Thomomys subg. Megascapheus) هو ضرب من الحيوانات يتبع جنس الغوفر جيبي من فصيلة الغوفرية.

## أنواع
- غوفر بوطي (الاسم العلمي:Thomomys bottae)
- غوفر آكل البصل (الاسم العلمي:Thomomys bulbivorus)
- غوفر تاونسندي (الاسم العلمي:Thomomys townsendii)
- غوفر جنوبي (الاسم العلمي:Thomomys umbrinus)